# Pawieł Sankowicz
Pawieł Sankowicz, biał. Павел Санковіч, ros. Павел Санкович (ur. 29 czerwca 1990 w Grodnie) – białoruski pływak, specjalizujący się w stylu grzbietowym, motylkowym i zmiennym, brązowy medalista mistrzostw świata na krótkim basenie i mistrzostw Europy.

## Kariera pływacka
Dwukrotny brązowy medalista mistrzostw Europy na krótkim basenie ze Szczecina na 50 i 100 m stylem grzbietowym.
Olimpijczyk z Pekinu (29. miejsce na 100 m grzbietem i 16. miejsce w sztafecie 4 × 100 m stylem zmiennym) oraz z Londynu (18. miejsce na 100 m grzbietem i 35. miejsce na 100 m stylem motylkowym).